# فجوة كيركوود

فجوة كيركوود

فجوة كيركوود هي فجوة أو انخفاضات في حزام الكويكبات الرئيسي مع نصف محور رئيسي يظهر في الشكل جانباً. ويتوافق الموضع المداري مع مقدار الرنين المداري مع المشتري.
فعلى سبيل المثال يوجد القليل من الكويكبات عند نصف المحور الرئيسي قريب من 2.50 وحدة فلكية وبفترة مدارية 3.95 سنة مما يجعل هذه المنطقة تتوافق مع المشتري برنين مداري 3:1. وتتوافق الفترات المدارية والرنين المداري بأطوال ونسب أكبر، أما في حالات الأقل ستؤدي إلى فناء الكويكب. بينما يؤشر التموج في المخطط إلى نوعية عائلة الكويكبات.
لوحظت الفجوة أول مرة من قبل العالم دانييل كيركوود في سنة 1857. وشرح بشكل صحيح علاقتها مع الرنين المداري للمشتري.
تم العثور على عدد قليل من الكويكبات في الآونة الأخيرة في الفجوة وهي ذات شذوذ مداري كبير . ويزذاد انحراف هذه الكويكبات ببطأ شديد لتقع بعد عشرات ملايين المداري بعلاقة رنين مداري مع كوكب.